# ويليام ووكر (دبلوماسي)
ويليام ووكر (بالإنجليزية: William Walker)‏ هو دبلوماسي أمريكي، ولد في 1 يونيو 1935 في كيرني في الولايات المتحدة.